# Giải vô địch bóng bàn thế giới 2013
Giải vô địch bóng bàn thế giới 2013 được tổ chức từ ngày 13 đến 20 tháng 5 năm 2013 tại Cung thể thao Paris-Bercy, Paris, Pháp. Đây là giải đấu thứ 52 thuộc hệ thống Giải vô địch bóng bàn thế giới do ITTF tổ chức.

## Diễn biến
Giải vô địch bóng bàn thế giới 2013 là giải lần đầu tiên kể từ năm 2003 trong đó Trung Quốc không giành đủ 5 bộ huy chương vàng (đơn nam, đơn nữ, đôi nam, đôi nữ và đôi nam nữ), và là giải đầu tiên kể từ năm 1993 trong đó Trung Quốc chỉ giành được nhỏ hơn 5 bộ huy chương vàng. Bộ đôi chấm dứt chuỗi 10 lần liên tiếp giữ danh hiệu vô địch đôi nam của Trung Quốc là Trần Kiến An và Trang Trí Uyên của đội Đài Loan, đây là huy chương vàng đầu tiên của đội Đài Loan tại giải vô địch thế giới. Còn cặp đôi chấm dứt chuỗi 11 lần liên tiếp vô địch đôi nam nữ của Trung Quốc (từ năm 1989) là Kim Hyok-Bong và Kim Jong của Cộng hòa Dân chủ Nhân dân Triều Tiên.
Tuy vậy, Trung Quốc vẫn giành được 14 trên tổng số 20 bộ huy chương, trong đó họ độc chiếm vòng bán kết của các hạng mục đơn nam và đơn nữ với Trương Kế Khoa giành huy chương vàng đơn nam và Lý Hiểu Hà giành huy chương vàng đơn nữ. Lý cũng giành huy chương vàng đôi nữ cùng đồng đội Quách Dược.

## Bảng huy chương
| 1    | Trung Quốc        | 3 | 4 | 7  | 14 |
| 2    | Đài Bắc Trung Hoa | 1 | 0 | 0  | 1  |
| 2    | CHDCND Triều Tiên | 1 | 0 | 0  | 1  |
| 4    | Hàn Quốc          | 0 | 1 | 0  | 1  |
| 5    | Hồng Kông         | 0 | 0 | 1  | 1  |
| 5    | Nhật Bản          | 0 | 0 | 1  | 1  |
| 5    | Singapore         | 0 | 0 | 1  | 1  |
| Tổng | Tổng              | 5 | 5 | 10 | 20 |